# Kalialang (Kalibawang)
Kalialang is een bestuurslaag in het regentschap Wonosobo van de provincie Midden-Java, Indonesië. Kalialang telt 1479 inwoners (volkstelling 2010).